# Jyotisha
Jyotisha (sanskrit ज्योतिष, jyotiṣa, hindi ज्योतिष, jyotiṣ) är klassisk indisk astronomi och astrologi. Eftersom jyotisha ofta används för att finna gynnsamma tider för till exempel offer och giftermål, och är beskriven i vedanga kallas jyotisha ofta vedisk astrologi.

## Grahas
I Jyotisha används nio grahas eller navagrahas (devanagari: ग्रह, sanskrit: gráha).
| Sanskrit           | Svenska                | Förkortning | Kön | Guna   |
| ------------------ | ---------------------- | ----------- | --- | ------ |
| Surya (सूर्य)        | Solen                  | Sy eller Su | M   | Sattva |
| Chandra (चंद्र)      | Månen                  | Ch eller Mo | F   | Sattva |
| Mangala (मंगल)      | Mars                   | Ma          | M   | Tamas  |
| Budha (बुध)         | Merkurius              | Bu eller Me | N   | Rajas  |
| Brihaspati (बृहस्पति) | Jupiter                | Gu eller Ju | M   | Sattva |
| Shukra (शुक्र)       | Venus                  | Sk eller Ve | F   | Rajas  |
| Shani (शनि)         | Saturnus               | Sa          | M   | Tamas  |
| Rahu (राहु)          | Månens uppstigande nod | Ra          | M   | Tamas  |
| Ketu (केतु)          | Månens nedstigande nod | Ke          | M   | Tamas  |

## Rāshis
Rashi (sanskrit: Rashi, "del".) I Jyotisha kallas djurkretsen kalpurusha, den eviga tiden som inte har någon början eller något slut. I Vedas, kallas ekliptikan Sudarshan Chakra, hjulet i handen på Herren Vishnu, skaparen av universum. Hela chakra är 360 °, och är indelad i 12 rāshis 30 ° vardera, vilket motsvarar 12 stjärnbilder som stjärntecknen. Progressionen genom stjärntecknen är den kosmiska utvecklingen av själen. Jyotisha använder sideriska stjärntecken. 
| Nummer | Sanskrit | Svenska      | Tattva          | Kvalitet    | Härskande planet |
| ------ | -------- | ------------ | --------------- | ----------- | ---------------- |
| 1      | Meṣa     | Väduren      | Tejas (Eld)     | Cara        | Mars             |
| 2      | Vṛṣabha  | Oxen         | Prithivi (jord) | Sthira      | Venus            |
| 3      | Mithuna  | Tvillingarna | Vayu (luft)     | Dvisvabhava | Merkurius        |
| 4      | Karka    | Kräftan      | Jala (vatten)   | Cara        | Månen            |
| 5      | Siṃha    | Lejonet      | Tejas (eld)     | Sthira      | Solen            |
| 6      | Kanyā    | Jungfrun     | Prithivi (jord) | Dvisvabhava | Merkurius        |
| 7      | Tula     | Vågen        | Vayu (luft)     | Cara        | Venus            |
| 8      | Vṛścika  | Skorpionen   | Jala (vatten)   | Sthira      | Mars             |
| 9      | Dhanus   | Skytten      | Tejas (eld)     | Dvisvabhava | Jupiter          |
| 10     | Makara   | Stenbocken   | Prithivi (jord) | Cara        | Saturnus         |
| 11     | Kumbha   | Vattumannen  | Vayu (luft)     | Sthira      | Saturnus         |
| 12     | Mīna     | Fiskarna     | Jala (vatten)   | Dvisvabhava | Jupiter          |